# Liste der Naturschutzgebiete im Landkreis Harz
Im Landkreis Harz gibt es 39 Naturschutzgebiete.
| Name des Gebietes                        | Bild           | Kennung | WDPA      | Landkreis / Stadt                          | Beschreibung / Bemerkungen | Standort | Fläche in Hektar | Datum der Verordnung |
| ---------------------------------------- | -------------- | ------- | --------- | ------------------------------------------ | -------------------------- | -------- | ---------------- | -------------------- |
| Aderstedter Busch                        |                | 190     | 318080    | Landkreis Harz                             |                            | Position | 43,91            | 15.11.1999           |
| Albrechtshaus                            |                | 26      | 162058    | Landkreis Harz                             |                            | Position | 70,74            | 30.03.1961           |
| Alte Burg                                |                | 68      | 162080    | Landkreis Harz                             |                            | Position | 44,93            | 11.09.1967           |
| Anhaltinischer Saalstein                 |                | 66      | 162223    | Landkreis Harz                             |                            | Position | 6,45             | 30.03.1961           |
| Bielsteinhöhlengebiet bei Rübeland       |                | 389     | 555552619 | Landkreis Harz                             |                            | Position | 33,89            | 16.07.2012           |
| Bockberg                                 |                | 21      | 162474    | Landkreis Harz                             |                            | Position | 24,06            | 11.09.1967           |
| Bodetal                                  | weitere Bilder | 22      | 14446     | Landkreis Harz                             |                            | Position | 475,61           | 05.03.1937           |
| Burgesroth-Bruchholz                     |                | 69      | 162651    | Landkreis Harz                             |                            | Position | 191,57           | 09.03.1998           |
| Clusberg                                 | weitere Bilder | 144     | 162679    | Landkreis Harz                             |                            | Position | 28,73            | 21.09.1994           |
| Eichenberg                               |                | 194     | 318327    | Landkreis Harz                             |                            | Position | 57,28            | 18.04.2000           |
| Elendstal                                | weitere Bilder | 20      | 162919    | Landkreis Harz                             |                            | Position | 74,24            | 30.03.1961           |
| Friedrichshohenberg                      |                | 143     | 163153    | Landkreis Harz                             |                            | Position | 117,69           | 21.09.1994           |
| Gegensteine-Schierberg                   | weitere Bilder | 157     | 318427    | Landkreis Harz                             |                            | Position | 107,32           | 04.03.1998           |
| Großer Fallstein                         |                | 29      | 163352    | Landkreis Harz                             |                            | Position | 70,67            | 30.03.1961           |
| Hakel                                    | weitere Bilder | 146     | 163489    | Landkreis Harz, Salzlandkreis              |                            | Position | 1323,26          | 20.09.1995           |
| Hammelwiese                              |                | 63      | 163512    | Landkreis Harz                             |                            | Position | 5,75             | 11.09.1967           |
| Harslebener Berge und Steinholz          | weitere Bilder | 62      | 14456     | Landkreis Harz                             |                            | Position | 251,38           | 11.09.1967           |
| Harzer Bachtäler                         |                | 181     | 318505    | Landkreis Harz                             |                            | Position | 1104,45          | 11.06.1998           |
| Hasselniederung                          |                | 25      | 163555    | Landkreis Harz                             |                            | Position | 7,82             | 11.09.1967           |
| Heidberg                                 |                | 151     | 163578    | Landkreis Harz                             |                            | Position | 117,82           | 09.01.1997           |
| Herrenberg und Vorberg im Huy            | weitere Bilder | 31      | 163648    | Landkreis Harz                             |                            | Position | 243,78           | 30.03.1961           |
| Hoppelberg                               |                | 32      | 163788    | Landkreis Harz                             |                            | Position | 55,47            | 30.03.1961           |
| Kleiner Fallstein                        |                | 28      | 164120    | Landkreis Harz                             |                            | Position | 44,6             | 30.03.1961           |
| Kramershai                               |                | 159     | 318685    | Landkreis Harz                             |                            | Position | 180,17           | 02.12.1999           |
| Münchenberg                              | weitere Bilder | 65      | 164734    | Landkreis Harz                             |                            | Position | 39,58            | 11.09.1967           |
| Oberes Selketal                          | weitere Bilder | 178     | 318891    | Landkreis Harz                             |                            | Position | 1739,32          | 26.03.1998           |
| Okertal                                  |                | 171     | 164937    | Landkreis Harz                             |                            | Position | 65,23            | 24.06.1997           |
| Osteroder Holz                           |                | 27      | 164961    | Landkreis Harz                             |                            | Position | 53,27            | 30.03.1961           |
| Radeweg                                  |                | 23      | 165082    | Landkreis Harz                             |                            | Position | 20,7             | 30.03.1961           |
| Schieferberg                             |                | 191     | 319063    | Landkreis Harz                             |                            | Position | 59,52            | 25.11.1999           |
| Selketal                                 |                | 73      | 165553    | Landkreis Harz                             |                            | Position | 655,63           | 21.02.1994           |
| Spaltenmoor                              |                | 67      | 165605    | Landkreis Harz                             |                            | Position | 82,19            | 30.03.1961           |
| Steinköpfe                               |                | 186     | 319156    | Landkreis Harz                             |                            | Position | 677,79           | 05.11.1998           |
| Stollensystem Büchenberg bei Elbingerode | weitere Bilder | 392     | 555552620 | Landkreis Harz                             |                            | Position | 147,29           | 20.09.2012           |
| Tännichen                                |                | 24      | 165831    | Landkreis Harz                             |                            | Position | 22,6             | 30.03.1961           |
| Teufelsmauer und Bode nordöstlich Thale  | weitere Bilder | 64      | 14457     | Landkreis Harz                             |                            | Position | 197,77           | 22.12.2011           |
| Waldhaus                                 |                | 30      | 166147    | Landkreis Harz                             |                            | Position | 52,56            | 30.03.1961           |
| Ziegenberg                               |                | 79      | 82959     | Landkreis Harz, Landkreis Mansfeld-Südharz |                            | Position | 25,16            | 30.03.1961           |
| Ziegenberg bei Heimburg                  | weitere Bilder | 50      | 166415    | Landkreis Harz                             |                            | Position | 94,16            | 10.12.1981           |

## Quelle
- Landesverwaltungsamt Sachsen-Anhalt
- Common Database on Designated Areas Datenbank, Version 14